# بیزبروک
بیزبروک (به انگلیسی: Bisbrooke) یک روستا و محله مدنی در بریتانیا است که در راتلند واقع شده‌است. بیزبروک ۲۱۱ نفر جمعیت دارد.